# 楽浪古墳群
楽浪古墳群（らくろうこふんぐん）は、漢王朝の武帝が紀元前108年に朝鮮半島に設置した植民地である楽浪郡治址の南方から東方にかけて出土する古墳である。学界の通説によると、楽浪郡の位置は、現在の平壌市とその周辺。平壌市楽浪区域貞栢洞付近一帯に千数百基以上の古墳が群集している。

## 概要
楽浪古墳群は、1世紀から2世紀ころを境にして、木槨墳から塼築墳へと変化する。楽浪古墳群の塼築墳は、概して2世紀ころからつくられているため、楽浪郡・帯方郡支配層の墳墓と関係がある。なかには、高句麗が楽浪郡・帯方郡を支配するようになった313年以後につくられたことを示す紀年銘塼が出土している塼築墳もあり、黄海南道信川郡で出土した塼築墳の紀年銘塼は「永和八年二月四日韓氏造」とあり、高句麗が「永楽」の年号を使用していた404年につくられたことを示しているが、墓誌は東晋の年号を使用しており、楽浪郡・帯方郡遺民が高句麗ではなく、中国に帰属意識をもっていることが窺える。
楽浪古墳群の発掘調査を行った関野貞は、「御承知の通り、漢の武帝の時、朝鮮の北半部より遼東にかけて其版図に入り、楽浪玄菟臨屯真番の四郡が置かれましたが、其中の楽浪郡は、唯今の京畿道の一部から黄海平安道に相当り、漢の勢力の盛衰に隨て、或は其勢力圏外に出て、或は其圏内に入って居りましたが、後漢末遼東に公孫康が勢力を振ひました時、此楽浪郡も其所轄に帰し、建安年中、公孫康は南の一部を割いて帯方郡を置きました、魏の景初元年公孫氏滅びて、楽浪帯方二郡は魏の版図となり引続き晋の所属に帰しましたが、其間北には高麗が起り南には百済が勢力を振ひ、両方より侵迫してまいりました為、両郡の勢力はだんだん衰へ、版図を追々縮少し、終に西暦三百十三年の頃楽浪帯方共に亡びてしまいました、此楽浪帯方には支那から太守を置き、漢民族も随分来住して漢の文化を輸入しました、其遺蹟は近年の調査により、平壌を中心として其附近の地に多少発見されました」と報告している。
伊藤一彦は、「楽浪郡には、中国から官吏のみならず、多くの商人や農民が移住し、中原の文化を朝鮮にもたらした。都である平壌からは多数の遺跡・遺物が出土している」と指摘している。
今西龍は、「此独立的小君主たりし張統も晋愍帝建興元年四月（313年）に至り其民千余家を帥ひ去て慕容廆に帰せしかば此時以後大同江流域は確実に高句麗の領有となれり。偖て高句麗は第四世紀の初には大同江流域を確実に領有してより平壌には特に重きを置きしものの如かりしに其後百余年を経て長寿王十五年には遂に平壌に遷都するに至れり。此時既に優秀なる支那文化を摂取し居りし高句麗は更に一層支那文化を大同江流域に輸入し此地に栄へしこと三百余年唐の高宗の総章元年唐に滅されたり。唐は此地に安東都護府を置さ之を直轄せんとせしも事難かりしかば間なく府を遼東に移せり」と指摘している。

## 修正主義
楽浪古墳群は、漢王朝が朝鮮半島に設置した植民地である楽浪郡の中心地であった平壌地域、および後に楽浪郡から分離した帯方郡が位置していた黄海道地域に多数分布する。すなわち、楽浪区域楽浪洞、斗団洞助王里、南寺里、貞栢洞、順川市南玉里などである。この発見によって、楽浪郡が平壌付近を支配しており、漢王朝が朝鮮の発展に巨大な影響を与えた事が強調される。北朝鮮の学者は、漢王朝の墓を扱うにあたり、それらを高句麗の墓制として再解釈している。中国漢墓と否定できない類似性を持つ遺物のために、北朝鮮の学者は、墳墓の被葬者は高句麗人であるか、または偽造だとし、「決して墳墓の朝鮮的特性を否定する根拠として解釈すべきではない」と主張する。北朝鮮の学者によると、墳墓を漢王朝の墓とする見方は、朝鮮の中国事大主義者と日本帝国主義者によって捏造された。